# John Napier (bobsleista)
John Napier (ur. 12 grudnia 1986) – amerykański bobsleista, sierżant.
Startował na igrzyskach w Vancouver. W konkurencji dwójek razem z Steve'em Langtonem zajął 10. miejsce. W konkurencji czwórek jechał razem z Chrisem Fogtem, Chuckiem Berkeleyem i Steve'em Langtonem. Nie ukończyli jednak zawodów.